# Пегий скворец
Пе́гий скворе́ц (лат. Gracupica contra) — небольшая певчая птица из семейства скворцовых, распространённая в Южной и Юго-Восточной Азии. Места обитаний сочетают в себе открытые, обычно сырые, пространства с редкой древесной растительностью. Часто селится вблизи от человеческого жилья и пастбищ для скота. Питается преимущественно насекомыми и семенами зерновых культур. Некоторые авторы относят этот вид к роду Acridotheres или Gracupica.

## Описание
Небольшая птица длиной 21—24 см. В целом слегка напоминает черношейного скворца (Sturnus nigricollis), однако заметно меньше его. Самец и самка похожи друг на друга. Оперение головы (кроме щёк), горла, верхней части груди и спины чёрное. Щёки и нижняя часть туловища сливочно-белые, с небольшим оттенком серого на груди. Крылья и хвост буровато-чёрные, за исключением белых окончаний средних кроющих, образующих тонкую белую полосу. Клюв прямой, оранжево-красный в основании и бледно-жёлтый на конце. Вокруг глаз имеются оранжевые или жёлтые круги неоперённой кожи. Радужная оболочка оранжево-коричневого или соломенного цвета. Перья на лбу и темени несколько удлинённые, но не приподняты, как у некоторых других видов скворцов. Ноги желтовато-коричневые. Молодые птицы выглядят несколько более бурыми. Голос приятный, может подражать другим птицам. Основной звук — длинная трель.
Различают два подвида: G. c. contra (Linnaeus, 1758) , G. c. superciliaris.

## Распространение
Распространён в Южной и Юго-Восточной Азии к востоку от пакистано-индийской границы и к западу от западного Таиланда, северного Лаоса и южной китайской провинции Юньнань. За пределами материка встречается в Индонезии на островах Бали, Суматра и Ява. Интродуцирован на Ближний Восток в Объединённые Арабские Эмираты. Населяет равнинные территории (не поднимаясь выше 700 м над уровнем моря) с разбросанными деревьями у воды, часто вблизи человеческого жилья. Этот вид часто встречается на фермах по очистке сточных вод.

## Размножение
Период гнездования — с конца февраля по август. В отличие от других скворцов, пегие сами строят своё гнездо. Гнездо большое, неопрятное, шаровидное, с боковым входом и помещённого на большом дереве (часто баньян, манго, джекфрут, палисандр) или иногда на искусственных сооружениях, часто вблизи человеческого жилья. Для строительства используются веточки, стебли, перья и любой подходящий человеческий мусор вроде пластиковых пакетов или кусочков материи. Диаметр гнезда 60—80 см, 35—50 см. Гнёзда расположены на манговых или иных деревьях на высоте 5—15 м над землёй, а также на телеграфных столбах и других похожих сооружениях. Иногда на одном дереве можно обнаружить 3—4 гнезда. В строительстве гнезда принимают участие оба родителя — самец в основном собирает материал, а самка укладывает его. В кладке от 3 до 6 (обычно 4—5) яиц синего цвета без крапления. Насиживает преимущественно самка в течение 14—15 дней. Самец и самка вместе участвуют в уходе за потомством. Птенцы становятся на крыло в возрасте 21—25 дней.

## Питание
Кормится преимущественно на земле, где добывает насекомых, улиток и семена зерновых культур. Часто промышляет в районах выпаса скота и на пашнях. Кроме того, потребляет в пищу цветки и плоды некоторых растений — цветки бутеи (Butea) и гревиллеи (Grevillea), плоды фикуса, жожоба (Zizyphus), сизигиума (Syzygium) и других растений.

## Галерея
- На ветке хлопкового дерева, Калькутта, Индия.
- Чистит перья
- Гнездо с птенцами
- Молодой скворец